# Гонсало де Берсео
Гонса́ло де Берсе́о (исп. Gonzalo de Berceo; ок. 1198 — до 1264) — испанский поэт XIII века; древнейший представитель «учёно-церковной» поэзии, носившей название «messer de clerecia»

## Биография
Гонсало родился ок. 1198 года в местечке Берсео, расположенного на территории нынешней испанской провинции Риоха в составе автономного сообщества Риоха (Логроньо); место рождения и предопределило имя будущего поэта.
Был священником в монастыре Сан-Мильян-де-Сусо, который располагался неподалёку от Берсео. В монастыре были написаны самые известные его стихи. Одни произведения Гонсало де Берсео относятся к историческим событиям и преданиям, другие — чисто религиозные (гимны, поэмы), которые, как правило, представляют собою изложенные в стихотворной форме описания жития святых. 

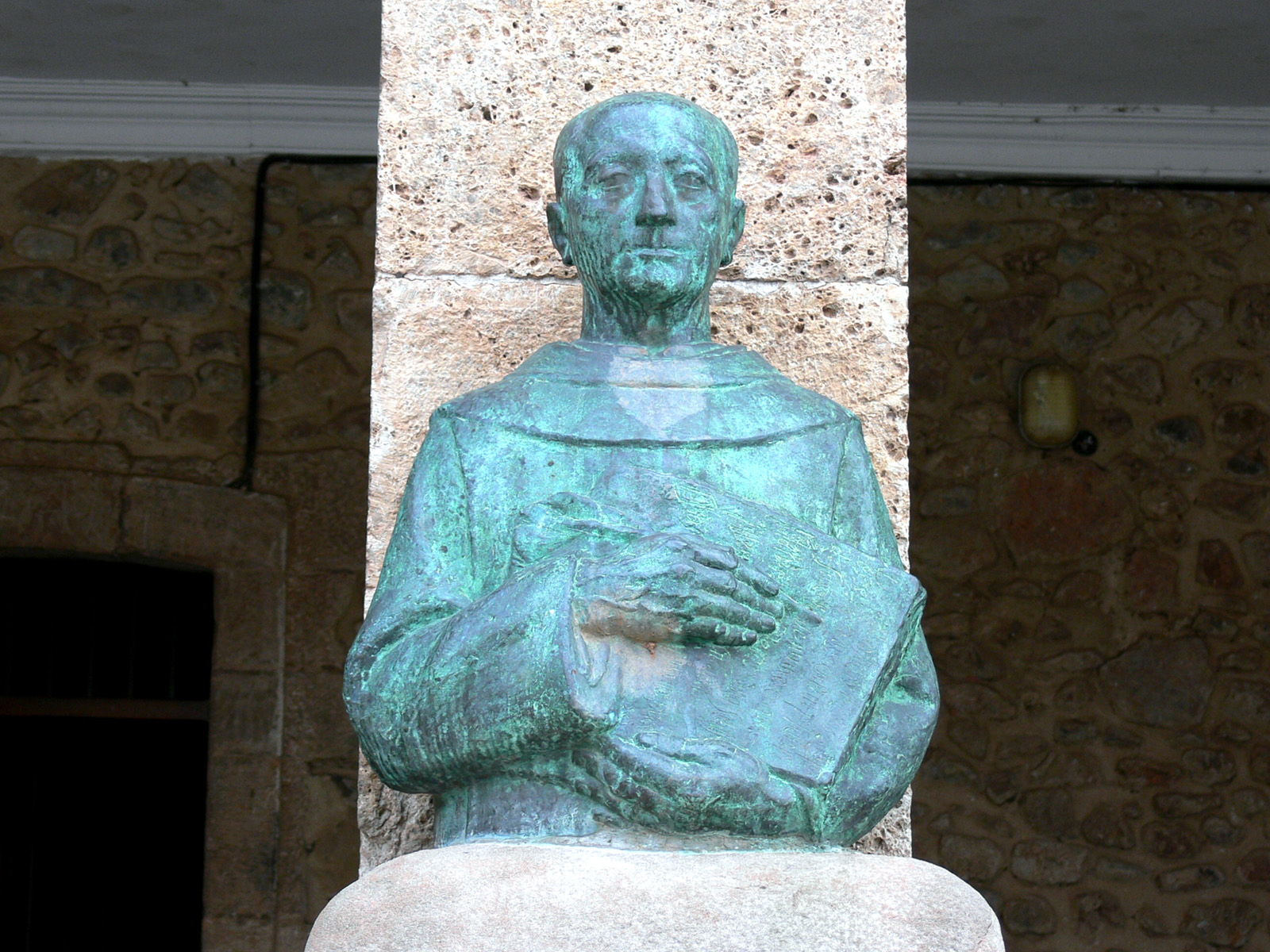
Памятник Гонсало де Берсео на его родине, в Берсео.

Тон стихов Гонсало де Берсео — эпико-героический. В языке его замечается шаг вперед сравнительно с эпохой, когда сочинялась «Песнь о моём Сиде». Избранная им форма стиха — quaderna via — заслуживает особенного внимания, потому что была в продолжение двух веков любимой формой испанской поэзии.
Несмотря на недостаточное образование и узкий кругозор, обусловленный тем, что автор почти не покидал малой родины, в его произведениях попадаются довольно сильные драматичные места. Поэт отразил кроткую, доверчивую и задушевную набожность своей эпохи, так же, конечно, как и унылый мрак её невежества.
Гонсало де Берсео умер приблизительно в 1264 году, но его произведения и по сей день представляют литературный и исторический интерес. На родине Гонсало де Берсео был установлен памятник поэту.